# Língua eyak
A língua Eyak é uma língua Na-Dené que historicamente foi falada no litoral sul central do Alasca, nas proximidades da foz do rio Cooper.

## Classificação
As línguas mais próximas do Eyak são a línguas athabascanas. O grupo Eyak-Athabascana, junto com o Tlingit, forma a divisão básica do filo das Línguas Na-Dené.

## Falantes
Marie Smith Jones (14 de maio de 1918 – 21 de janeiro de 2008) de Cordova, Alasca era a última falante nativa e também a última pessoa de sangue puro Eyak.
Por causa do desaparecimento de todos seus falantes nativos, Eyak se tornou um símbolo da luta contra a extinção de idiomas.
Há um falante fluente de Eyak, o Dr. Michael Krauss, linguista e antropólogo da University of Alaska Fairbanks e fundador do Centro de Línguas Nativas do Alasca. Esse estudioso aprendeu a língua com o povo Eyak e documentou esse conhecimento.

## História
A expansão da língua inglesa e a crescente supressão das diversas líguas indígenas não são as únicas causas do declínio da língua eyak. A migração rumo ao norte do povo tlingit para a área de Yakutat, Alasca, encorajaram o uso da língua tlingit em lugar do eyak ao longo do litoral do Oceano Pacífico no Alasca. Eyak esteve também sob pressão dos seus vizinhos do oeste, o povo alutiiq de Prince William Sound, e dos povos do vale do Rio Cooper. As culturas eyak e tlingit começaram a se mesclar e os grupos falantes de eyak passaram a usar a língua e se tornar culturalmente tlingit. Como resultado, os eyak foram substituídos pelos tlingit entre a maioria dos grupos mistos depois de muitas gerações. Isso é relatado pelas tradições orais dos tlingit.
Muitos dos nomes de locais na área ao longo da Gulf Coast são de origem eyak e têm, portanto, significados obscuros e sem sentido em tlingit. Assim mesmo, na tradição oral, há muitos termos de etimologia eyak. A existência de muitas palavras tlingit derivadas do eyak ao longo do litoral no sudoeste do Alasca é uma forte evidência de que, numa pré-história (antes do contato com os europeus), a influência dos eyak e sua população já foram bem maiores. Isso confirma, enfim, as histórias da tradição oral acerca da migração dos tlingit e eyak na região.

## Alfabeto
A língua Eyak usa o alfabeto latino com as seguintes particularidades.
- 4 vogais - não tem o "O".
- 15 consoantes "puras" - b, d, g, h, j, k, l, m, n, q, s, t, w, x, y
- 6 consoantes c/ diacrítico - k', q', t', G c/diacrítco inferior, X c/ponto inferior, L barrado.
- 8 conjuntos consonantais - ch, dl, dz, gw, sh, tl, ts, xw
- 3 conjuntos consonantais c/ diacríticos - ch', tl', ts'
- 1 sinal gráfico - apóstrofo (')

## Fonologia

### Consoantes
|             |             | Bilabial | Alveolar  | Alveolar  | Post-alveolar / palatal | Velar   | Velar   | Uvular  | Glotal |
| Central     | Lateral     | Bilabial | Plena     | Labial    | Post-alveolar / palatal |         |         | Uvular  | Glotal |
| ----------- | ----------- | -------- | --------- | --------- | ----------------------- | ------- | ------- | ------- | ------ |
| Cons. stop  | Ñ aspirada  |          | d [t]     |           |                         | g [k]   | gw [kʷ] | g̣ [q]   |        |
| Cons. stop  | Aspirada    |          | t [tʰ]    |           |                         | k [kʰ]  |         | q [qʰ]  |        |
| Cons. stop  | Ejetiva     |          | t' [t’]   |           |                         | k' [k’] |         | q' [q’] | ' [ʔ]  |
| Africativa  | Ñ aspirada  |          | dz [ts]   | dl [tɬ]   | j [tʃ]                  |         |         |         |        |
| Africativa  | Aspirada    |          | ts [tsʰ]  | tl [tɬʰ]  | ch [tʃʰ]                |         |         |         |        |
| Africativa  | Ejetiva     |          | ts' [ts’] | tl' [tɬ’] | ch' [tʃ’]               |         |         |         |        |
| Fricativa   | Fricativa   |          | s [s]     | ł [ɬ]     | sh [ʃ]                  | x [x]   | xw [xʷ] | x̣ [χ]   | h [h]  |
| Nasal       | Nasal       | (m [m])  | n [n]     |           |                         |         |         |         |        |
| Aproximante | Aproximante |          |           | l [l]     | y [j]                   |         | w [w]   |         |        |
Note: O /w/ não é muito Labial e o  /m/ quase não é usado em Eyak.

### Vogais
|         | Tensa/longa | Tensa/longa | Tensa/longa | Solta/curta | Solta/curta | Solta/curta |
| frontal | central     | posterior   | frontal     | central     | posterior   |             |
| close   | i. [iː]     |             | u. [uː]     | i [ɪ]       |             | u [ʊ]       |
| mid     | e. [eː]     |             |             | e [ɛ]/æ [ɛ] | a [ə]       |             |
| open    | a. [aː]     |             |             | a [a]       |             |             |
Vogais seguidas de "n" são nasalizadas.